# Atomerőmű

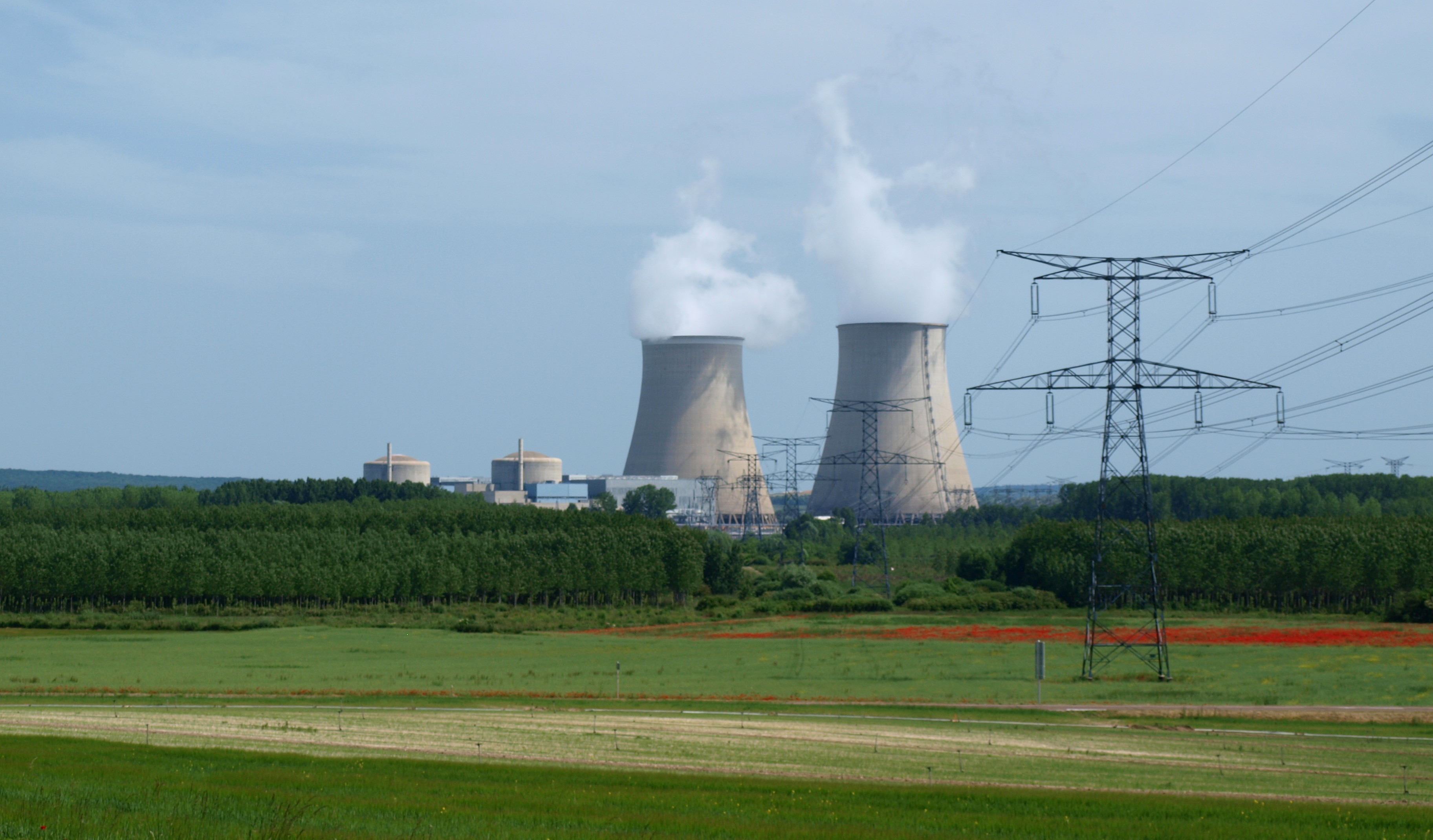
Atomerőmű látképe, Nogent-sur-Seine, Aube, Franciaország

Az atomerőmű az erőműveknek azon típusa, amelyek a maghasadás vagy a magfúzió során keletkezett hőt használják áramtermelés céljára. Legfontosabb szerkezeti egységük az atomreaktor, ahol a magátalakulás során az energia felszabadul. A reaktorok száma, illetve ezek teljesítménye az atomerőmű legfontosabb paramétere. Egy reaktor hőtermelése jellemzően pár ezer MW, amiből az egy reaktorra épülő atomerőművi blokkok nagyságrendileg harmadannyi elektromos teljesítményt tudnak előállítani. A paksi atomerőműben például egy blokk elektromos teljesítménye 500 MW. Az atomerőmű elektromos energia termelése a hőerőművekhez hasonlóan termodinamikai körfolyamattal történik. 

## Történetük
A világ első kísérleti atomreaktorának Chicago (1942) még 6,2 t fémurán volt a fűtőanyaga, Szilárd Leó és Enrico Fermi építette meg, s ezzel igazolták a szabályzott láncreakció megvalósíthatóságát. Az első elektromosságot generáló nukleáris erőmű – kísérleti jelleggel – 1952. december 20-án készült el, az Amerikai Egyesült Államokban, Idaho államban, Arco város mellett.
A világ első közszolgálati atomerőművét a Szovjetunióban, Obnyinszkban állították üzembe 1954-ben.
Magyarországon egyetlen elektromos energiát termelő atomerőmű működik, a Paksi Atomerőmű a Tolna vármegyei Pakson, a Duna Dunaszentbenedekkel átellenes oldalán.

## Az atomreaktorok fajtái
A reaktorban végbemenő alapvető folyamatok alapján fissziós és fúziós reaktorokra osztjuk őket.
A fissziós reaktorokban felhasznált hasadóanyag leginkább az urán, de létezik plutónium és tórium alapú is.
A hasadóanyagtól függően különböző plutónium és tórium reaktorok tulajdonságait az illető szócikkek tartalmazzák. A mai atomreaktorok túlnyomó többsége urán hasadóanyagú reaktor. 
A fissziós reaktorok típusai:
- A termikus reaktorok moderátort használnak a láncreakció fenntartásához
- A tenyésztőreaktorok esetében nincs szükség moderátorra

A termikus reaktorok fajtái (az alkalmazott moderátor alapján):
- Könnyűvíz
  - forralóvizes reaktor (BWR)
  - nyomottvizes reaktor (PWR)
  - SSTAR
- Nehézvíz
  - CANDU
  - SGHWR
- Grafit
  - RBMK
  - gázhűtésű reaktor (GCR)
  - PBMR

A fúziós reaktorok nem a maghasadást, hanem a magegyesülést (magfúzió) használják energiaforrásként. Bár fúzióval működő atomerőmű még nem létezik, ideális lenne a környezetterhelés szempontjából (minimális radioaktív hulladék, szinte kifogyhatatlan kiindulási anyagok), ha megoldanánk a felmerülő tudományos és technikai problémákat. A ma létező legjelentősebb kísérleti berendezés az angliai JET, és 2007 óta Franciaországban építés alatt áll az ITER, mely a várakozások szerint pozitív energiamérleggel fog bírni (azaz több energia keletkezik benne a fúziós reakciók révén, mint amennyit a plazma felfűtése és üzemben tartása igényel).

## Az atomerőmű más erőmű típusokkal szembeállítva

### Az atomerőmű előnyei a többihőerőművelszemben
- Nem bocsát ki káros gázokat
- Kis mennyiségű hulladék
- Olcsóbbak a kiindulási anyagok
- A hasadóanyagot a tüzelőanyagnál könnyebben lehet tárolni és szállítani (sokkal kevesebb kell belőle)

### Az atomerőmű hátrányai a többi hőerőművel szemben
- A radioaktív hulladék egy része több tízezer évig is veszélyes
- Napjainkban csak nagy teljesítményű erőműtervek léteznek
- Nagy egyszeri beruházásigény
- A kiégett radioaktív elemek őrzése jelentős társadalmi stabilitást feltételez
- Nukleáris baleset lehetősége

### Tisztázatlan szempontok
- A radioaktív hulladék kezelése nem megoldott
- Nincs összehasonlítás a fosszilis és az atomerőművek „természetterhelése” között
- Kisebb társadalmi elfogadottság

Ezen összehasonlítás a fissziós erőművekre vonatkozik. További szempontok olvashatók az energiafejlesztés szócikkben.

## Atomerőművi balesetek

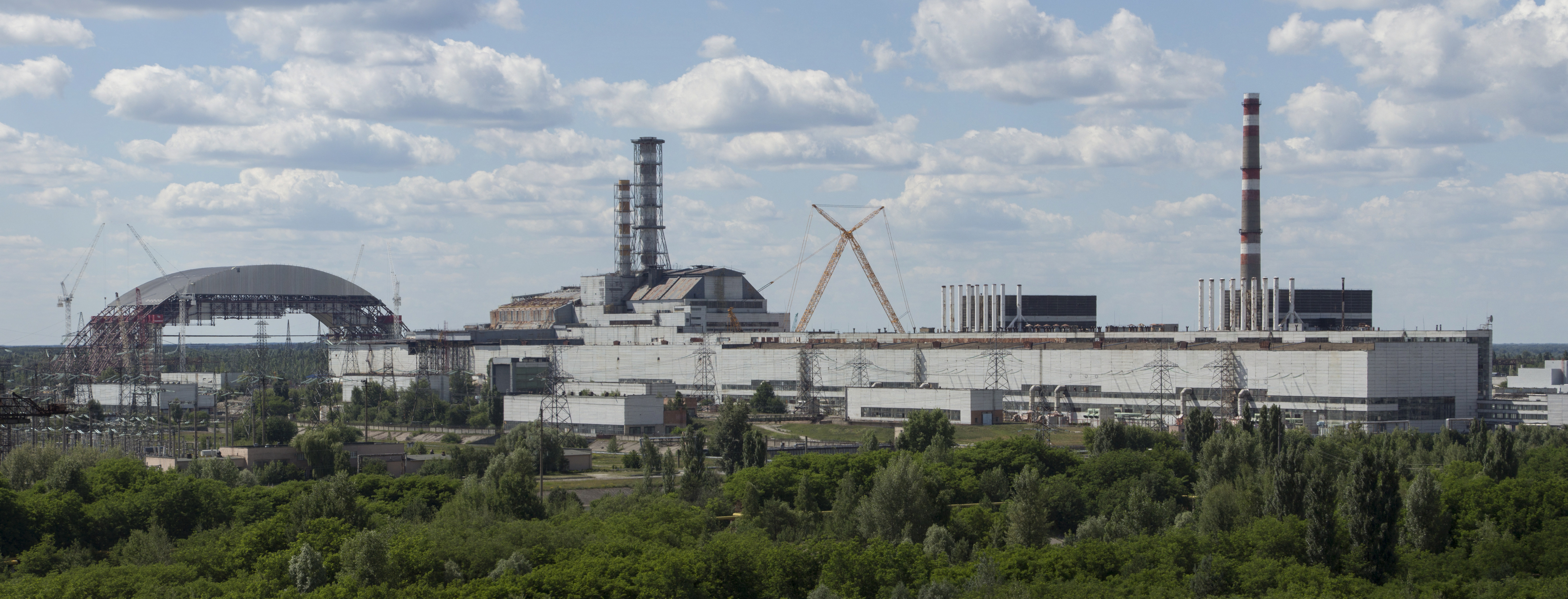
A csernobili atomerőmű látképe, 2013-ban. A történelem legnagyobb atomerőművi balesete a csernobili atomkatasztrófa volt 1986. április 26-án

A 2011. március 11-én bekövetkezett Fukusimai atomerőmű-baleset következtében keletkezett nagy mennyiségű radioaktív szennyeződés kiterjedése 2011. március 24-én

Az első (ismert) atomerőművi baleset a Windscale grafit moderátoros erőmű balesete volt 1957-ben, amely részben konstrukciós, részben kezelési problémákra vezethető vissza.
A Three Mile Island atomerőmű balesete (több sci-fi is hivatkozik rá) elsősorban képzési/kezelési hibák miatt következett be 1979-ben.
A majaki katasztrófasorozat során a Szovjetunió területén a hasadóanyagok előállítása közben többször nagy mennyiségű radioaktív anyag került a környezetbe, összes szennyezése a csernobilinak a többszöröse volt.
A történelem legnagyobb atomerőművi balesete a csernobili atomerőmű-baleset volt 1986. április 26-án.
A baleset oka egy rosszul előkészített teszt, illetve konstrukciós problémák.
2006 májusában lezárták Japánban a fukusimai atomerőmű hatos reaktorát, mert radioaktív gőz szivárgott belőle. Egy meghibásodott szelepen át jutott ki a szabadba kis mértékben sugárszennyezett forró pára. Néhány nappal korábban ugyanennek az atomerőműnek egy másik reaktorából szivárgott ki radioaktív anyag. 2011 márciusában ugyanez az erőmű súlyos környezeti katasztrófát okozott Japánban a földrengés és a szökőár után.
Magyarországon a Paksi Atomerőmű 2003-as üzemzavara volt a legsúlyosabb baleset.